# Vicepresidencia de la Junta de Andalucía
La Vicepresidencia de la Junta de Andalucía es el segundo mayor cargo que existe en esta comunidad autónoma. Es elegido por el presidente de la Junta de Andalucía. 
El último vicepresidente de la Junta de Andalucía fue Juan Marín (Ciudadanos).

## Lista de Vicepresidentes de la Junta de Andalucía
- José Rodríguez de la Borbolla (13 de abril de 1983-8 de marzo de 1984)
- José Miguel Salinas Moya (7 de abril de 1985-27 de julio de 1987)
- Gaspar Zarrías (18 de abril de 2008-7 de abril de 2009)
- José Antonio Griñán (18 de abril de 2008-23 de abril de 2009) (vicepresidente segundo)
- Diego Valderas Sosa (7 de mayo de 2012-26 de enero de 2015)
- Manuel Jiménez Barrios (26 de enero de 2015-22 de enero de 2019)
- Juan Marín (22 de enero de 2019-26 de julio de 2022)

### Línea temporal
- Datos: Q16646193